# Ladislav Lešetický
Ladislav Lešetický (7. srpna 1942 Vlčetínec – 14. listopadu 2011 Praha) byl český chemik, vědec a vysokoškolský pedagog.

## Biografie
Pocházel z rodiny úředníka Ladislava Lešetického a Boženy Lešetické (roz. Holoubkové). Narodil se ve Vlčetínci, ale bydlel a do školy chodil v Nové Včelnici. Střední školu navštěvoval v Kamenici nad Lipou. V roce 1965 absolvoval vysokoškolské studium v oboru organická chemie na Přírodovědecké fakultě Univerzity Karlovy v Praze. Doktorát (RNDr.) získal v roce 1972, v oboru jaderná chemie habilitoval v roce 2001. V období 1997–2000 působil na pozici vedoucího katedry organické chemie Přírodovědecké fakulty Univerzity Karlovy.